# One-hit wonder
Un one-hit wonder (en español: cantante de un solo éxito o grupo de un solo éxito), similar a la expresión «flor de un día», es un término utilizado a propósito para designar a un artista o grupo musical cuya popularidad o éxito se debe únicamente a una sola canción. Puesto que las «flores de un día» son populares durante un período corto, su éxito suele tener gran valor nostálgico, y suelen aparecer en recopilaciones o efemérides de la época en que se produjo.
Cada país tiene sus propios cantantes de un solo éxito dependiendo del grado de internacionalización del éxito en cuestión y de la normativa expresa de cada nación para entrar en la definición. Por ejemplo, Los del Río son un grupo de un solo éxito en muchos países con «Macarena» (1993), y sin embargo en España el grupo ha gozado de un éxito más continuado y no se les considera de este modo.

## En la industria musical
En la industria musical, un cantante de un solo éxito es un artista que generalmente es conocido por un solo sencillo o un solo álbum exitoso. Los éxitos de alguno de estos artistas son, hasta cierto punto, efímeros a propósito, grabadas por razones humorísticas o para aprovechar una novedad en la cultura popular. Ejemplos de ello son Disco Duck de Rick Dees, relacionado con la locura de la música disco de finales de los años 70, y Pac-Man Fever de Buckner & García, relacionado con el juego de recreativa Pac-Man. Pero, comúnmente, son músicos serios que se esfuerzan por continuar con su éxito cuando su popularidad decae. Entre estos se pueden mencionar a Desireless con Voyage, voyage o Quarterflash con Harden my heart, que nunca pudieron superar o igualar su mayor éxito. Algunos artistas han tenido solo un éxito debido a una muerte prematura, como Minnie Riperton y Shannon Hoon, vocalista de Blind Melon.
A pesar de que el término se usa a veces de forma despectiva, los fanáticos suelen tener gran pasión por estas canciones memorables y los artistas que los crearon. Algunos de estos artistas han adoptado a estos seguidores abiertamente, mientras que otros se distancian de su tema de éxito intentando lanzar canciones de éxito con sonido diferente; o inician carreras como compositores (como Linda Perry de 4 Non Blondes), productores discográficos (como Gerardo[cita requerida]), o incluso ambos (como Matthew Wilder).

### Cuestión de definiciones
La mayoría de los miembros de la industria musical estadounidense consideran una canción dentro de los primeros cuarenta de la lista de los Billboard Hot 100 como un éxito. Por lo tanto, cualquier intérprete que sólo haya grabado una canción con estas características es, técnicamente, un one-hit wonder. Sin embargo, el término se aplica de manera general a cualquier artista que es conocido por una sola canción, razón por la que artistas que cumplen el criterio anterior pueden no ser considerados one-hit wonder, mientras que otros que no lo cumplen pueden sí serlo.
En el Reino Unido, el término one-hit wonder se usa para describir a un solista o banda que solo tiene un éxito en los primeros veinte de la UK Singles Chart, mientras que ninguna de sus demás canciones se situaron por encima del número 21. Esta es, obviamente, una definición mucho más restrictiva que la usada en Estados Unidos o en cualquier otra parte del mundo.
Hay otros criterios que se consideran al evaluar el estatus de un artista como un cantante de un solo éxito:
- Jimi Hendrix, Frank Zappa, Lou Reed, Janis Joplin, The Grateful Dead, Iggy Pop, Beck, Rita Ora, Daft Punk, y Korn todos tienen solo un éxito en los cuarenta primeros de Billboard, pero muy rara vez, por no decir nunca, se los considera como one-hit wonder. En estos casos se toman en cuenta otros criterios para evaluar su éxito: las ventas de álbumes y de conciertos, la opinión de la crítica, la gran fidelidad de sus seguidores o su influencia sobre otros músicos.
- No se suele considerar one-hit wonder a miembros importantes de grupos populares que solo tienen un éxito como solistas. Donald Fagen de Steely Dan; John Sebastian de The Lovin' Spoonful; y Brian Wilson de The Beach Boys han alcanzado las listas de popularidad solo una vez como solistas, pero se los conoce bien por su contribución a la música a través de sus respectivas bandas;
- Recíprocamente, no se suele llamar one-hit wonder a grupos dirigidos por solistas bien conocidos. El éxito Layla de Derek and the Dominos se asocia con el líder del grupo Eric Clapton, quien ha tenido considerable éxito antes y después de la existencia de Derek and the Dominos.
- Los intérpretes que han tenido un éxito consistente en algún lugar del mundo pero que solo son famosos por una canción fuera de ese lugar suelen ser considerados cantantes de un solo éxito al paso del tiempo. Nena de Alemania, Falco de Austria, Frankie Goes to Hollywood de Reino Unido y Crash Test Dummies de Canadá tuvieron un éxito considerable en sus países de origen, pero se los considera one-hit wonders en Estados Unidos, e igualmente Nena y Crash Test Dummies son one-hit wonders en el Reino Unido.
- Los artistas que son exitosos en un género pero que solo han producido un éxito fuera del mismo suelen ser considerados one-hit wonders por el público en general, pero no por los fanáticos del género al que pertenecen. La cantante de música celta Loreena McKennitt, la banda de rock cristiano Jars of Clay, y el cantante de country Billy Ray Cyrus son ejemplos de esto; todos son populares en sus respectivos géneros pero el público general los conoce por una sola canción.
- A los artistas que tienen más de un éxito por arriba de los primeros 40 a veces se los considera one-hit wonders si una de sus canciones opaca importantemente el resto de su repertorio. Scott McKenzie es considerado un one-hit wonder por su mundialmente exitosa San Francisco (Be sure to wear flowers in your hair), de 1967. Sin embargo, ese mismo año Like An Old Time Movie alcanzó el puesto 24 en el Billboard Hot 100, y el puesto 27 en Canadá. "Take on me" del grupo A-ha se colocó en los primeros 10 de la lista de VH1 de los 100 Greatest One-hit Wonders a pesar de que el grupo tiene dos canciones en el Top 20 de Billboard "Take on me" y "The Sun Always Shines On T.V.". De forma semejante, a Great White frecuentemente se lo llama one-hit wonder por "Once Bitten Twice Shy", pero "The Angel Song" también se colocó entre los primeros 40.
- Mientras el término one-hit wonder generalmente se refiere a la música popular, en ocasiones se usa para describir a compositores de música clásica como Carl Orff (con Carmina Burana) que son bien conocidos por una pieza en especial. Extender el término a la música clásica es muy subjetivo, ya que no hay listas de ventas que se puedan usar como referencia; no hay una manera comúnmente aceptada de determinar lo que es un éxito en la música clásica. Esto puede determinarse por las ventas de las grabaciones, los programas de los conciertos de música clásica, las listas en las emisoras de radio, el número de veces que distintas orquestas han grabado una canción, y en qué medida el público general conoce la pieza.

## Ejemplos
A continuación, ejemplos de one-hit wonders en la música popular:

### En inglés
- A-ha - Take on Me (1984)
- 4 Non Blondes – What's Up? (1993)[7]
- Al Corley – Square Rooms (1984)[9]
- Amii Stewart – Knock on Wood (1979)[10]
- Aneka – Japanese Boy (1981)[11]
- Anita Ward – Ring My Bell (1979)[12]
- ATC – Around the World (La La La La La) (2000)[13]
- Baauer – Harlem Shake (2013)[14]
- Baha Men – Who Let the Dogs Out? (2000)[15]
- Baltimora – Tarzan Boy (1985)[16]
- Benny Mardones – Into The Night (1980)[17]
- Black – Wonderful Life (1986)[18]
- Bobby McFerrin – Don't Worry Be Happy (1988)[19]
- Charly Black – Gyal You A Party Animal (2016)[20]
- Chumbawamba – Tubthumping (1997)[21]
- Crash Test Dummies – Mmm Mmm Mmm Mmm (1993)[22]
- Crazy Town – Butterfly (2001)[23]
- Deep Blue Something – Breakfast at Tiffany's (1995)[24]
- Devo – Whip It (1980)[25]
- DNCE – Cake by the Ocean (2015)[14]
- Elle King – Ex's & Oh's (2014)[26]
- Fools Garden – Lemon Tree (1995)[27]
- Foster the People – Pumped Up Kicks (2010)[28]
- Gary Jules – Mad World (2001)[14]
- Gotye (con Kimbra) – Somebody That I Used To Know (2011)[14]
- Haddaway – What is Love (1993)[29]
- Hanson – MMMBop (1997)[30]
- Joan Osborne – One Of Us (1995)[31]
- Kim Carnes – Bette Davis Eyes (1983)[32]
- King Harvest – Dancing in the Moonlight (1972)[33]
  - Toploader – Dancing in the Moonlight (2000)[33]
- La Toya Jackson - Heart Don't Lie (1984)[34]
- Lipps Inc. – Funkytown (1980)[35]
- Lou Bega – Mambo n.º 5 (1999)[24]
- Magic! – Rude (2014)[cita requerida]
- Matthew Wilder – Break My Stride (1983)[36]
- MC Hammer – U Can't Touch This (1990)[37]
- Meredith Brooks – Bitch (1997)[38]
- Midnight Oil – Beds Are Burning (1987)[39]
- Mungo Jerry – In The Summertime (1970)[40]
- Nena – 99 Luftballons (1984)[n. 1][41]
- New Radicals – You Get What You Give (1998)[42]
- Nicolette Larson – Lotta Love (1978)[43]
- Norman Greenbaum – Spirit in the Sky (1969)[44]
- Omi – Cheerleader (2014)[45]
- P. Lion – Happy Children (1984)[46]
- PSY – Gangnam Style (2013)[14]
- Quarterflash – Harden My Heart (1981)[4]
- Reel 2 Real (con Erick Morillo) – I Like To Move It (1993)[cita requerida]
- Rednex – Cotton Eye Joe (1994)[47]
- Right Said Fred – I'm Too Sexy (1991)[48]
- Robert Tepper – No Easy Way Out (1986)[49]
- Rockwell – Somebody's Watching Me (1984)[50]
- Scatman John - Scatman (Ski-Ba-Bop-Ba-Dop-Bop) (1994)[cita requerida]
- Scott McKenzie – San Francisco (Be Sure to Wear Flowers in Your Hair) (1967)[51]
- Shocking Blue – Venus (1969)[52]
- Snow – Informer (1992)[53]
- Soft Cell – Tainted Love (1981)[28]
- Steppenwolf – Born to be wild (1968)[54]
- Supergrass – Alright (1995)[55]
- The Buggles – Video Killed the Radio Star (1978)[56]
- The Easybeats – Friday On My Mind (1966)[57]
- The Knack – My Sharona (1979)[28]
- The Weather Girls – It's Raining Men (1983)[56]
- Trans-X – Living on Video (1983)[58]
- Vanessa Carlton – A Thousand Miles (2002)[59]
- Vanilla Ice – Ice Ice Baby (1990)[60]
- Walk the Moon – Shut Up and Dance (2014)[61]
- Wheatus – Teenage Dirtbag (2000)[62]

### En otros idiomas
- Aleste – Hay un límite (1993)[63]
- Azul Azul – La Bomba (1999)[64][65]
- Big Boy – Mis ojos lloran por ti (1996)[64]
- Chocolate Latino – Mayonesa (2001)[65]
- Desireless – Voyage, Voyage (1988)[3]
- Gerardo – Rico suave (1991)[66]
- Gianluca Grignani – Mi historia entre tus dedos (1995)[67]
- Grupo Climax – Za Za Za (Mesa, mesa) (2004)[68]
- Harold Faltermeyer – Axel F (1985)[13]
- Jordy – Dur dur, être bébé (1992)[69]
- La Unión – Lobo-hombre en París (1984)[67]
- Las Ketchup – Aserejé (2002)[64][68]
- Lorna – Papi chulo... (te traigo el mmmm...) (2003)[70]
- Los Cantantes – El Venao (1995)[71]
- Los del Río – Macarena (1993)[64][65]
- Lucenzo – Vem Dançar Kuduro (2011)[cita requerida]
- Mach & Daddy – La Botella (2005)[70]
- Mary Boquitas – A Contratiempo (A Contra Viento) (1995).[72][73][74]
- Melody – El baile del gorila (2001)[64]
- Michel Teló – Ai Se Eu te Pego (2011)[75]
- O-Zone – Dragostea din Tei (2003)[76]
- Pablo Ruiz - ¡Oh Mamá! Ella Me Ha Besado (1987)[77]
- Son by Four – A puro dolor (2000)[64]
- Sunstroke Project – Run Away (2010)[78]
- Tarkan – Şımarık (1997)[65]
- Trio – Da Da Da (1982)[13]
- Xantos – Báilame Despacio (2015)[79]
- Yamo – Entre la playa, ella y yo (2013)[80]
- Yandar & Yostin – Pajaritos en el aire (2016)[80]